# Life as We Know It (película)
Life as We Know It (titulada Bajo el mismo techo en Hispanoamérica y Como la vida misma en España) es una película cómica estrenada en octubre de 2010 en Estados Unidos. Dirigida por Greg Berlanti, está protagonizada por Katherine Heigl y Josh Duhamel.

## Argumento
Holly Berenson (Katherine Heigl) es la máxima responsable de un servicio de cáterin, maniática, ordenada y compulsiva, y Eric Messer (Josh Duhamel) es un atractivo y muy mujeriego director técnico en la información deportiva de baloncesto. Sus amigos, Peter y Alison les organizan una cita a ciegas pero las cosas resultan terriblemente mal, y lo único que tienen en común estas dos personas es su antipatía el uno por el otro. Tres años después, Peter y Alison se casan y tienen una hija llamada Sophie, y al convivir Eric y Holly, que fueron designados como padrinos de Sophie, aprenden a llevarse bien y se hacen amigos, pero aún se hacen bromas uno al otro.
Una noche, Peter y Allison mueren en un accidente de tránsito, y la niña es entregada temporalmente a los Servicios de Protección Infantiles. Al día siguiente, cuando el abogado de los fallecidos esposos les lee el testamento, Eric y Holly descubren que Peter y Alison les dejaron la custodia de Sophie en caso de que ellos faltaran, y de paso, deberán vivir en la casa que era de la difunta pareja. Para cuidar de la niña deberán hacer malabarismos con sus compromisos sociales y sus respectivos trabajos, por lo que tendrán que acostumbrarse a vivir bajo el mismo techo y encontrar qué cosas tienen en común al juntar sus vidas como si fueran una familia ¿se enamorarán estos dos individuos? ¿o solo compartirán su amor por su ahijada, quien se convierte en su hija?

## Reparto
- Katherine Heigl como Holly Berenson
- Josh Duhamel como Eric Messer
- Josh Lucas como Dr. Sam
- Christina Hendricks como Alison Novak
- Hayes MacArthur como Peter Novak
- DeRay Davis como Lonnie
- Sarah Burns como Janine Groff
- Rob Huebel como Ted
- Bill Brochtrup como Gary
- Andy Buckley como George Dunn
- Andrew Daly como Scott
- Majandra Delfino como Jenna
- Reggie Lee como Alan Burke
- Melissa McCarthy como Didi
- Will Sasso como Josh
- Kumail Nanjiani como Simon
- Melissa Ponzio como Victoria

## Producción
Se rodó entre el 14 de septiembre y el 12 de noviembre de 2009 en diferentes poblaciones del estado de Georgia (Estados Unidos), como la ciudad de Atlanta.

## Recepción

### Respuesta crítica
Según la página de Internet Rotten Tomatoes obtuvo un 28% de comentarios positivos, llegando a la siguiente conclusión: "Katherine Heigl y Josh Duhamel hacen una pareja interesante y con gran química, pero eso no es suficiente para maquillar el formulaico y pobre guion que Life as We Know It tiene".
Claudia Puig escribió para USA Today que "Katherine Heigl y Josh Duhamel tienen una química atractiva, pero Life as We Know It mete la pata al fundir torpemente un escenario de sitcom con una premisa trágica".
Jordi Costa señaló para El País que "una nueva aplicación mecánica de las inflexibles leyes genéricas de la comedia romántica en su vertiente menos imaginativa. (...) es la misma película que usted habrá visto ya... ¿mil veces?".
Según la página de Internet Metacritic obtuvo críticas variadas, con un 39%, basado en 31 comentarios de los cuales 5 son positivos.

### Taquilla
Estrenada en 3150 cines estadounidenses, debutó en segunda posición con 14 millones de dólares, con una media por sala de 4605 dólares, por delante de Secretariat y por detrás de The social network. Recaudó en Estados Unidos 53 millones.
Sumando las recaudaciones internacionales, la cifra asciende a 105 millones. El presupuesto estimado invertido en la producción fue de 38 millones.